# تشارلز جونز (جاسوس)
تشارلز جونز (بالفرنسية: Sydney Jones) (و. 1902 – 1944 م) هو جاسوس، من فرنسا، توفي في معسكر اعتقال ماوتهاوزن، عن عمر يناهز 42 عاماً.

## جوائز
حصل على جوائز منها:
- عضو رتبة الإمبراطورية البريطانية
- صليب الحرب 1939-1945 (فرنسا)
- ميدالية المقاومة [الإنجليزية]‏.